# Dieter Kronzucker

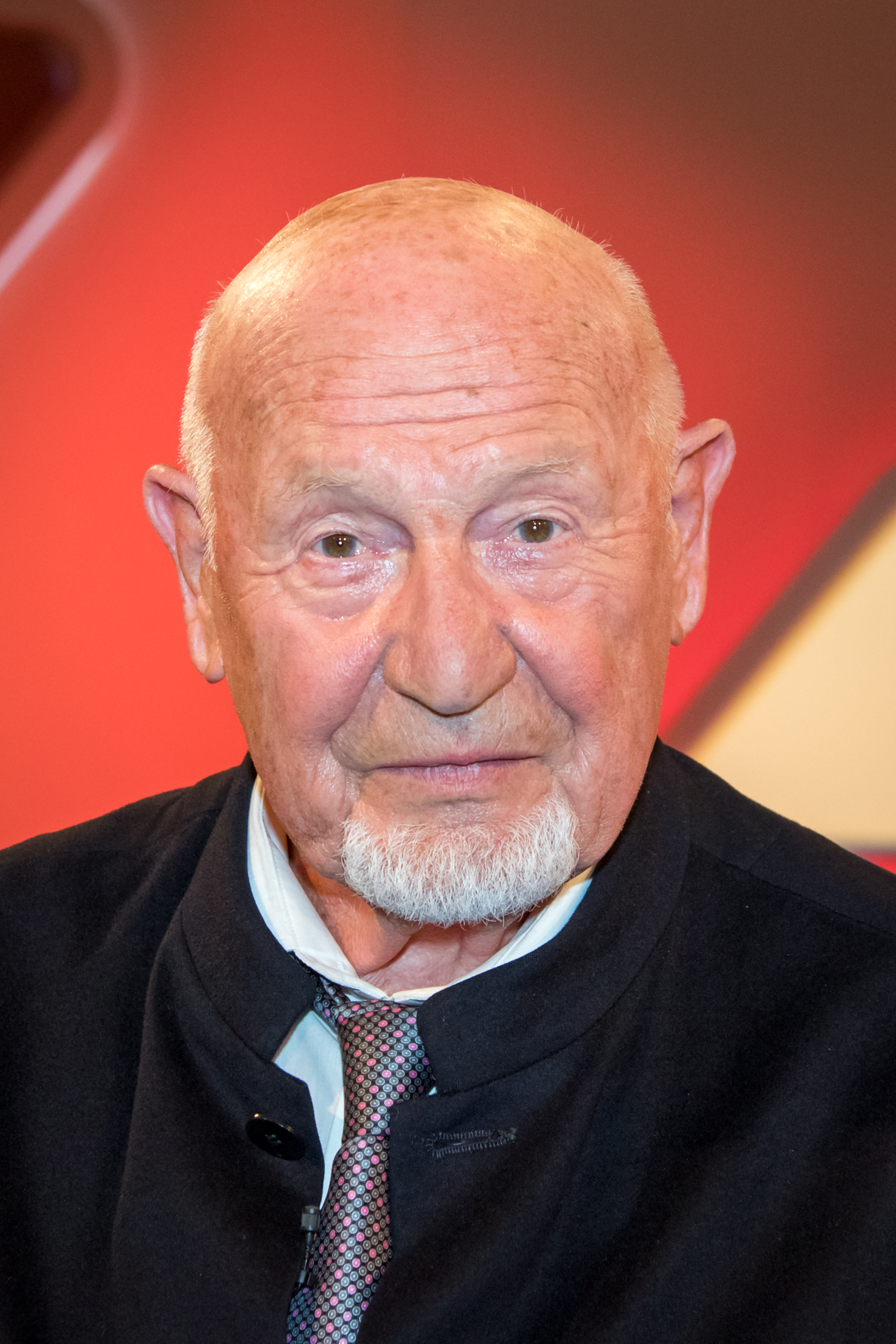
Dieter Kronzucker (2017) in der Fernsehsendung Maischberger

Hans-Dieter Kronzucker (* 22. April 1936 in München) ist ein deutscher Journalist, Fernsehmoderator, Publizist und Hochschuldozent.

## Leben
Kronzucker wurde 1936 in München geboren. Seine Mutter war Opernsängerin, sein Vater in der Tourismusbranche tätig. Er wuchs in Tegernsee und Köln auf. Am humanistischen Wittelsbacher-Gymnasium in München, an dem er 1954 sein Abitur ablegte, gründete er dreizehnjährig eine Schülerzeitung, deren Chefredakteur er war. Danach studierte er Philosophie und Kulturgeschichte an den Universitäten in München, Barcelona und Wien. Er wurde 1962 an der philosophischen Fakultät der Universität Wien mit der Dissertation Öffentliche Meinung und populäre Zeitung in der Gegenwart zum Doctor philosophiae (Dr. phil.) promoviert.
Er war zunächst ab 1961 freier Mitarbeiter beim Auslandsrundfunk Deutsche Welle (Radio) in Köln, 1962 wechselte er zum WDR Fernsehen. Dort war er für das Regionalprogramm Hier und heute sowie die Politmagazine Monitor und Weltspiegel tätig. 1968 war er ARD-Korrespondent in Spanien, Portugal und in Nordafrika. Während des Vietnamkrieges 1968/69 berichtete er aus Indochina. 1970 wurde er für die ARD freier Korrespondent in Lateinamerika mit Sitz in Caracas, Venezuela. Ab 1973 war er Leiter des NDR-Auslandsressorts. Von 1975 bis 1977 war er stellvertretender Chefredakteur der Abteilung Zeitgeschehen des NDR in Hamburg sowie Redaktionsleiter und Moderator des Weltspiegels. 1976 entwickelte er mit dem Chefredakteur Peter Merseburger das politisch-satirische Wochenmagazin Extra drei, das er 1976/77 moderierte. Im Zuge einer Programmreform beim ZDF gründete er 1978 mit Klaus Bresser das Nachrichtenjournal heute-journal. Dieses moderierte er von 1978 bis 1980 sowie von 1986 bis 1988. Von 1981 bis 1986 war er ZDF-Korrespondent in Washington, D.C. 1987 bis 1989 führte er im ZDF durch das Klassentreffen. 1988 wurde er Leiter der Redaktion der ZDF-Reihe Abenteuer und Legenden. 1989/90 war er Sonderkorrespondent in der DDR.
1990 wechselte er zum Privatsender Sat.1, wo er 1991 das Politmagazin Quadriga moderierte. Später war er auch Berater des Nachfolgeprojekts Akut. Außerdem war er mit Brigitte Weirich Nachrichtensprecher der Hauptnachrichtensendung Guten Abend, Deutschland. Wegen schlechter Einschaltquoten beendete er 1992 seine Tätigkeit als Anchorman. 1992/93 produzierte er die Reisereportage Kronzucker unterwegs. 1993 wurde er Leiter des Sat.1.-Studios in Washington, D.C., 1996 des Korrespondentenbüros in Brüssel. 2001 wurde er Moderator des Auslandsmagazins Weltreporter und 2005 des Wissensmagazins Kronzuckers Kosmos, beide beim durch die ProSieben-Gruppe gegründeten Nachrichtensender N24. Von 2004 bis 2007 leitete er das Magazin Kronzuckers Welt.
Ab April 2007 moderierte er die Doku-Reihe Menschen & Mythen bei N24. 2008 wurde er Sonderkorrespondent der ProSiebenSat.1-Gruppe. Kronzucker war zuletzt auch Diplomatischer Korrespondent des christlich ausgerichteten Rheinischen Merkurs.
Ab 1991 lehrte er an der Universität Hamburg Journalistik. Von 2001 bis 2007 war er als Professor für Fernsehjournalismus und Dokumentation an der Hochschule für Fernsehen und Film München (HFF München) tätig. Seit 2008 ist er Lehrstuhlinhaber für Kommunikationsmanagement an der SRH Hochschule Berlin.
In Mexiko baute er ein Hotel auf. In der Kronzucker-Entführung wurden 1980 in Barberino Val d’Elsa seine beiden Töchter und ein Neffe verschleppt und über zwei Monate festgehalten. Seine Tochter Susanne Kronzucker ist ebenfalls Journalistin und Moderatorin. Kronzucker lebt in Berlin, München und in Tegernsee.

## Auszeichnungen
- 1979: Bambi des Burda-Verlags, bester deutscher Fernsehjournalist
- 1984: Bambi des Burda-Verlags, Leserwahl des beliebtesten Auslandskorrespondenten
- 1985: Goldener Gong der Fernsehzeitschrift Gong für Bilder aus Amerika, gemeinsam mit Hanns Joachim Friedrichs
- 1988: Leo M. Goodman Award der American Chamber of Commerce
- 1988: Lucius D. Clay Medaille des Verbandes der Deutsch-Amerikanischen Clubs
- 1989: Concord-Preis der Concord-Gesellschaft für Deutsch-Amerikanische Beziehungen
- 1990: Mini-Bambi des Burda-Verlags
- 2002: Hans-Klein-Medienpreis der Fernseh Akademie Mitteldeutschland für sein journalistisches Lebenswerk
- 2007: Publizistikpreis der Landeshauptstadt München
- 2008: Bayerischer Fernsehpreis, Ehrenpreis des Bayerischen Ministerpräsidenten
- 2009: Goldener Prometheus des Helios Verlages, für sein Lebenswerk

## Schriften (Auswahl)
- Caramba, südlich von Amerika. Arbeitsnotizen eines Fernsehkorrespondenten. Informedia-Verlag, Köln 1974.
- (Hrsg.): Kuba in der Klemme. Droemer Knaur, München 1981, ISBN 3-426-03667-3.
- Unser Amerika. Rowohlt, Reinbek 1987, ISBN 3-498-03455-3. (Lizenz, Bertelsmann, 1988; Lizenz, Deutscher Bücherbund, 1988; Rororo, Rowohlt, 1990)
- mit Klaus Emmerich: Das amerikanische Jahrhundert. Econ-Verlag, Düsseldorf u. a. 1989, ISBN 3-430-15701-3. (Lizenz, Bertelsmann, 1990; genehmigte ungekürzte Taschenbuchausgabe, Heyne, 1990; akt. Taschenbuchausgabe, Econ, 1997)
- mit Franz Tartarotti: Abenteuer und Legenden. Vom Ararat zum Amazonas. Lübbe, Bergisch Gladbach 1989, ISBN 3-7857-0555-7. (Lizenz, Deutscher Bücherbund, 1991)
- Der Tag des Kondors. Von Kuba bis Brasilien. Die politische Biographie eines Kontinents. Rowohlt, Reinbek 1991, ISBN 3-498-03478-2. (üb. Taschenbuchausgabe, Rowohlt, 1992)
- mit Gerd Weiss: "Ich glaube, das ist Amerika". Von Alaska bis Araukanien. Lübbe, Bergisch Gladbach 1992, ISBN 3-7857-0648-0. (Taschenbuch, Lübbe, 1994)
- USA – auf neuen Wegen durch die neue Welt. Reichenbach-Verlag, München 1994, ISBN 3-625-10550-0. (Lizenz, Naumann und Göbel, 1994)
- Australien. Lizenz, Naumann und Göbel, Köln 1995, ISBN 3-625-10552-7.
- Afrika. Lizenz, Naumann und Göbel, Köln 1995, ISBN 3-625-10553-5.
- Asien. Lizenz, Naumann und Göbel, Köln 1996, ISBN 3-625-10554-3.
- Traumreisen. Die schönsten Reiserouten in fünf Kontinenten. Naumann und Göbel, Köln 1997, ISBN 3-625-10555-1.
- Mein Europa. Rütten und Loening, Berlin 1999, ISBN 3-352-00623-7. (Lizenz, Aufbau, 2001)
- mit John C. Kornblum: Mission Amerika. Weltmacht am Wendepunkt. Redline-Verlag, München 2009, ISBN 978-3-86881-032-5.